# UAE Team Emirates XRG
L'UAE Team Emirates XRG (codi UCI: UAD) és un equip professional de ciclisme en ruta dels Emirats Àrabs Units, conegut anteriorment com a Lampre-Merida amb llicència italiana. Té categoria WorldTeam i pot participar en totes les curses de l'UCI World Tour.
L'equip Lampre es creà, sota la forma actual, el 1999, malgrat té els antecedents en l'equip que va existir de 1990 a 1996. Forma part de la primera divisió ciclista des de la seva creació i el 2005 s'integrà al ProTour, en fusionar-se amb el Saeco. En el seu palmarès destaca la victòria al Giro d'Itàlia de 2001, amb Gilberto Simoni, i al 2011, amb Michele Scarponi.
A la fi de l'any 2016 es va anunciar que l'equip canviava la seva ubicació i el seu nom tradicional per UAE Abu Dhabi.

## Principals victòries

### Grans Voltes

#### Tour de França
27 participacions (1993, 1994, 1995, 1996, 1999, 2001, 2002, 2005, 2006, 2007, 2008, 2009, 2010, 2011, 2012, 2013, 2014, 2015, 2016, 2017, 2018, 2019, 2020, 2021, 2022, 2023, 2024)
- 1993
  - Djamolidine Abdoujaparov:
    - 1r  de la classificació per punts
    - Vencedor de les etapes 3, 18 i 20
- 1994
  - Ján Svorada:
    - Vencedor de l'etapa 7

  - Roberto Conti:
    - 8è de la classificació general
    - Vencedor de l'etapa 16
- 1999
  - Ludo Dierckxsens:
    - Vencedor de l'etapa 11
- 2001
  - Ján Svorada:
    - Vencedor de l'etapa 20
- 2002
  - Raimondas Rumšas:
    - 3r de la classificació general

  - Rubens Bertogliati:
    - Vencedor de l'etapa 1
- 2006
  - Damiano Cunego:
    - 1r  de la classificació dels joves
- 2007
  - Daniele Bennati:
    - Vencedor de les etapes 17 i 20
- 2010
  - Alessandro Petacchi:
    - 1r  de la classificació per punts
    - Vencedor de les etapes 1 i 4
- 2011
  - Damiano Cunego:
    - 6è de la classificació general
- 2015
  - Rubén Plaza:
    - Vencedor de l'etapa 16
- 2016
  - Louis Meintjes:
    - 8è de la classificació general
- 2017
  - Louis Meintjes:
    - 8è de la classificació general
- 2018
  - Dan Martin:
    -  Premi de la combativitat
    - 8è de la classificació general
    - Vencedor de l'etapa 6

  - Alexander Kristoff:
    - Vencedor de l'etapa 21
- 2020
  - Tadej Pogačar:
    - 1r  de la classificació general
    - 1r  de la classificació de la muntanya
    - 1r  de la classificació dels joves
    - Vencedor de les etapes 9, 15 i 20

  - Alexander Kristoff:
    - Vencedor de l'etapa 1
- 2021
  - Tadej Pogačar:
    - 1r  de la classificació general
    - 1r  de la classificació de la muntanya
    - 1r  de la classificació dels joves
    - Vencedor de les etapes 5, 17 i 18
- 2022
  - Tadej Pogačar:
    - 2n de la classificació general
    - 1r  de la classificació dels joves
    - Vencedor de les etapes 6, 7 i 17
- 2023
  - Tadej Pogačar:
    - 2n de la classificació general
    - 1r  de la classificació dels joves
    - Vencedor de les etapes 6, 7 i 17

  - Adam Yates:
    - 3r de la classificació general
    - Vencedor de l'etapa 1
- 2024
  - UAE Team Emirates
    - 1r  de la classificació per equips

  - João Almeida
    - 4t de la classificació general

  - Tadej Pogačar
    - 1r  de la classificació general
    - Vencedor de les etapes 4, 14, 15, 19, 20 i 21 (CRI)
    -  Premi de la combativitat de l'etapa 11

  - Adam Yates
    - 6è de la classificació general

#### Giro d'Itàlia
31 participacions (1991, 1992, 1993, 1994, 1995, 1999, 2000, 2001, 2002, 2003, 2004, 2005, 2006, 2007, 2008, 2009, 2010, 2011, 2012, 2013, 2014, 2015, 2016, 2017, 2018, 2019, 2020, 2021, 2022, 2023, 2024)
- 1992
  - Pàvel Tonkov:
    - 7è a la classificació general
    - 1r  de la classificació dels joves
- 1993
  - Lampre-Polti:
    - 1r de la classificació per equips

  - Pàvel Tonkov:
    - 5è de la classificació general
    - 1r  de la classificació dels joves

  - Ján Svorada:
    - 1r  de la classificació de l'intergiro

  - Maurizio Fondriest:
    - 8è de la classificació general
    - Vencedor de l'etapa 1b
- 1994
  - Pàvel Tonkov:
    - 4t de la classificació general

  - Ján Svorada:
    - Vencedor de les etapes 9, 11 i 17
- 1995
  - Pàvel Tonkov:
    - 6è de la classificació general

  - Maurizio Fondriest:
    - Vencedor de l'etapa 7

  - Ján Svorada:
    - Vencedor de l'etapa 12
- 2000
  - Gilberto Simoni:
    - 3r de la classificació general
    - Vencedor de l'etapa 14

  - Ján Svorada:
    - Vencedor de l'etapa 3

  - Mariano Piccoli:
    - Vencedor de l'etapa 21
- 2001
  - Gilberto Simoni:
    - 1r  de la classificació general
    - Vencedor de l'etapa 20
- 2002
  - Juan Manuel Gárate:
    - 4t de la classificació general

  - Pàvel Tonkov:
    - 5è de la classificació general
    - Vencedor de l'etapa 17
- 2003
  - Lampre:
    - 1r de la classificació per equips
- 2004
  - Wladimir Belli:
    - 7è de la classificació general

  - Juan Manuel Gárate:
    - 10è de la classificació general
- 2005
  - Gilberto Simoni:
    - 2n de la classificació general
- 2006
  - Damiano Cunego:
    - 4t de la classificació general

  - Patxi Vila:
    - 10è de la classificació general
- 2007
  - Lampre-Fondital:
    - 1r de la classificació per equips (punts)

  - Danilo Napolitano:
    - Vencedor de l'etapa 9

  - Marzio Bruseghin:
    - Vencedor de l'etapa 13
- 2008
  - Marzio Bruseghin:
    - 3r a la classificació general
    - Vencedor de l'etapa 10
- 2009
  - Marzio Bruseghin:
    - 7è de la classificació general
- 2011
  - Lampre-ISD:
    - 1r de la classificació per equips (punts)

  - Michele Scarponi:
    - 1r  de la classificació general[n 1]
    - 1r  de la classificació per punts

  - Alessandro Petacchi:
    - Vencedor de l'etapa 2

  - Diego Ulissi:
    - Vencedor de l'etapa 17
- 2012
  - Lampre-ISD:
    - 1r de la classificació per equips

  - Michele Scarponi:
    - 4t de la classificació general

  - Damiano Cunego:
    - 6è de la classificació general
- 2013
  - Michele Scarponi:
    - 4t de la classificació general

  - Przemysław Niemiec:
    - 6è de la classificació general
- 2014
  - Diego Ulissi:
    - Vencedor de les etapes 5 i 8
- 2015
  - Jan Polanc:
    - Vencedor de l'etapa 5

  - Diego Ulissi:
    - Vencedor de l'etapa 7

  - Sacha Modolo
    - Vencedor de les etapes 13 i 17
- 2016
  - Diego Ulissi:
    - Vencedor de les etapes 4 i 11
- 2017
  - Jan Polanc:
    - Vencedor de l'etapa 4
- 2019
  - Fernando Gaviria:
    - Vencedor de l'etapa 3
- 2020
  - Diego Ulissi:
    - Vencedor de les etapes 2 i 13
- 2021
  - Joe Dombrowski:
    - Vencedor de l'etapa 4
- 2022
  - Alessandro Covi:
    - Vencedor de l'etapa 20
- 2023
  - João Almeida:
    - 3r de la classificació general
    - 1r  de la classificació dels joves
    - Vencedor de l'etapa 16

  - Pascal Ackermann:
    - Vencedor de l'etapa 11

  - Brandon McNulty:
    - Vencedor de l'etapa 15
- 2024
  - Tadej Pogačar:
    - 1r  de la classificació general
    - 1r  del Gran Premi de la muntanya
    - Vencedor de les etapes 2, 7, 8, 15, 16 i 20
- 2025
  - Juan Ayuso
    - Vencedor de l'etapa 7

  - Isaac Del Toro
    - 2n de la classificació general
    - 1r  de la classificació dels joves
    - Vencedor de l'etapa 17

  - Brandon McNulty
    - 9è de la classificació general

  - UAE Team Emirates XRG
    - 1r de la classificació per equips

#### Volta a Espanya
29 participacions (1993, 1999, 2000, 2001, 2002, 2003, 2004, 2005, 2006, 2007, 2008, 2009, 2010, 2011, 2012, 2013, 2014, 2015, 2016, 2017, 2018, 2019, 2020, 2021, 2022, 2023, 2024)
- 1993
  - Djamolidine Abdoujaparov:
    - Vencedor de les etapes 9, 12 i 20

  - Serhí Uixakov:
    - Vencedor de l'etapa 18
- 1999
  - Robert Hunter:
    - 1r  de la classificació dels esprints
    - Vencedor de l'etapa 1
- 2000
  - Mariano Piccoli:
    - Vencedor de les etapes 13 i 19

  - Gilberto Simoni:
    - Vencedor de l'etapa 16
- 2001
  - Juan Manuel Gárate:
    - Vencedor de l'etapa 14

  - Robert Hunter:
    - Vencedor de l'etapa 17

  - Gilberto Simoni:
    - Vencedor de l'etapa 20
- 2007
  - Daniele Bennati:
    - 1r  de la classificació per punts
    - Vencedor de les etapes 1, 17 i 21
- 2008
  - Marzio Bruseghin:
    - 10è de la classificació general

  - Alessandro Ballan:
    - Vencedor de l'etapa 7
- 2009
  - Paolo Tiralongo:
    - 8è de la classificació general

  - Damiano Cunego:
    - Vencedor de les etapes 8 i 14
- 2010
  - Alessandro Petacchi:
    - Vencedor de l'etapa 7
- 2011
  - Francesco Gavazzi:
    - Vencedor de l'etapa 18
- 2014
  - Winner Anacona:
    - Vencedor de l'etapa 9

  - Przemysław Niemiec:
    - Vencedor de l'etapa 15
- 2015
  - Nélson Oliveira:
    - Vencedor de l'etapa 13

  - Rubén Plaza:
    - Vencedor de l'etapa 20
- 2016
  - Valerio Conti:
    - Vencedor de l'etapa 13
- 2019
  - Tadej Pogačar:
    - 3r de la classificació general
    - 1r  de la classificació dels joves
    - Vencedor de les etapes 9, 13 i 20
- 2020
  - David de la Cruz:
    - 7è de la classificació general

  - Jasper Philipsen:
    - Vencedor de l'etapa 15
- 2021
  - David de la Cruz:
    - 7è de la classificació general

  - Rafał Majka:
    - Vencedor de l'etapa 15
- 2022
  - UAE Team Emirates:
    - 1r  de la classificació per equips

  - Juan Ayuso:
    - 3r de la classificació general

  - João Almeida:
    - 5è de la classificació general

  - Marc Soler
    -  Premi de la combativitat
    - Vencedor de l'etapa 5

  - Juan Sebastián Molano:
    - Vencedor de l'etapa 21
- 2023
  - Juan Ayuso:
    - 4t de la classificació general
    - 1r  de la classificació dels joves

  - João Almeida:
    - 9è de la classificació general

  - Juan Sebastián Molano:
    - Vencedor de l'etapa 12
- 2024
  - UAE Team Emirates
    - 1r  de la classificació per equips

  - Brandon McNulty
    - Vencedor de l'etapa 1

  - Pàvel Sivakov
    - 9è de la classificació general

  - Marc Soler
    -  Premi de la combativitat
    - Vencedor de l'etapa 16
    - Més combatiu de les etapes 16, 18 i 20

  - Jay Vine
    - 1r  del Gran Premi de la muntanya

  - Adam Yates
    - Vencedor de l'etapa 9

### Clàssiques
- Milà-Sanremo:
  - Maurizio Fondriest – 1993
- Fletxa Valona:
  - Maurizio Fondriest – 1993
  - Tadej Pogačar – 2023 i 2025
- Volta a Llombardia:
  - Gianni Faresin – 1995
  - Damiano Cunego – 2007 i 2008
  - Tadej Pogačar – 2021, 2022, 2023 i 2024
- Bemer Cyclassics:
  - Gabriele Missaglia – 2000
  - Alessandro Ballan – 2007
- Lieja-Bastogne-Lieja:
  - Oskar Camenzind – 2001
  - Tadej Pogačar – 2021, 2024 i 2025
- Tour de Flandes:
  - Alessandro Ballan – 2007
  - Tadej Pogačar – 2023 i 2025
- Amstel Gold Race:
  - Damiano Cunego – 2008
  - Tadej Pogačar – 2023
- Bretagne Classic:
  - Grega Bole – 2011
  - Filippo Pozzato – 2013
  - Marc Hirschi –2024
- Gran Premi Ciclista de Montreal:
  - Diego Ulissi – 2017
  - Tadej Pogačar – 2022 i 2024
  - Adam Yates – 2023
- Eschborn-Frankfurt:
  - Alexander Kristoff – 2018
- Gant-Wevelgem:
  - Alexander Kristoff – 2019
- Strade Bianche:
  - Tadej Pogačar – 2022, 2024 i 2025
- Clàssica de Sant Sebastià
  - Marc Hirschi – 2024

### Curses per etapes
- Tirrena-Adriàtica:
  - Maurizio Fondriest – 1993
  - Tadej Pogačar – 2021 (  ) i 2022 (  )
  - Juan Ayuso – 2025 ( )
- Volta a Suïssa:
  - Pàvel Tonkov – 1995
  - Oskar Camenzind – 2000
  - Rui Costa – 2014 ()
  - Adam Yates – 2024 (  )
- Tour de Romandia:
  - Simon Špilak – 2010 ( )
  - Adam Yates – 2023 ()
  - João Almeida – 2025 ()
- Volta a Catalunya:
  - Michele Scarponi[n 1] – 2011 ()
  - Tadej Pogačar – 2024 (  )
- Abu Dhabi Tour:
  - Rui Costa – 2017 ()
- Volta a Turquia:
  - Diego Ulissi – 2017 ()
- Volta a Califòrnia:
  - Tadej Pogačar – 2019 ( )
- UAE Tour:
  - Tadej Pogačar – 2021 ( ), 2022 ( ), 2025 ()
- Tour Down Under:
  - Jay Vine – 2023 ()
  - Jhonatan Narváez – 2025 ()
- París-Niça:
  - Tadej Pogačar – 2023 (  )
- Renewi Tour:
  - Tim Wellens – 2023 i 2024 ()
- Volta al País Basc:
  - Juan Ayuso – 2024 ( )
  - João Almeida – 2025 ( )

## Campionats nacionals, continentals i mundials
- 1996
  -  Campionat de República Txeca en ruta – Ján Svorada
- 1998
  -  Campionat de República Txeca en ruta – Ján Svorada
- 1999
  -  Campionat de Bèlgica en ruta – Ludo Dierckxsens
- 2000
  -  Campionat de Letònia en contrarellotge – Raivis Belohvoščiks
  -  Campionat de Sud-àfrica en contrarellotge – Robert Hunter
- 2001
  -  Campionat de Letònia en contrarellotge – Raivis Belohvoščiks
- 2002
  -  Campionat de Letònia en ruta – Raivis Belohvoščiks
  -  Campionat de Letònia en contrarellotge – Raivis Belohvoščiks
- 2005
  -  Campionat d'Àustria en ruta – Gerrit Glomser
- 2006
  -  Campionat d'Itàlia en contrarellotge – Marzio Bruseghin
- 2007
  -  Campionat d'Eslovènia en ruta – Tadej Valjavec
- 2008
  -  Campionat del món en ruta – Alessandro Ballan
- 2011
  -  Campionat d'Itàlia en contrarellotge – Adriano Malori
  -  Campionat d'Eslovènia en ruta – Grega Bole
  -  Campionat d'Ucraïna en ruta – Oleksandr Kvachuk
  -  Campionat d'Ucraïna en contrarellotge – Oleksandr Kvachuk
- 2014
  -  Campionat de Portugal en ruta – Nélson Oliveira
  -  Campionat de Portugal en contrarellotge – Nélson Oliveira
- 2015
  -  Campionat d'Etiòpia en ruta – Tsgabu Grmay
  -  Campionat d'Etiòpia en contrarellotge – Tsgabu Grmay
  -  Campionat de Portugal en ruta – Rui Costa
  -  Campionat de Portugal en contrarellotge – Nélson Oliveira
  -  Campionat d'Eslovènia en ruta – Luka Pibernik
  -  Campionat de Taiwan en ruta – Feng Chun-kai
  -  Campionat de Taiwan en contrarellotge – Feng Chun-kai
- 2017
  -  Campionat de ciclisme en pista (Persecució individual) – Filippo Ganna
  -  Campionat dels Emirats Àrabs Unit en ruta – Yousif Mirza
  -  Campionat dels Emirats Àrabs Unit en contrarellotge – Yousif Mirza
  -  Campionat d'Eslovènia en contrarellotge – Jan Polanc
- 2018
  -  Campionat del Món de ciclisme en pista (Persecució individual) – Filippo Ganna
  -  Campionat dels Emirats Àrabs Unit en ruta – Yousif Mirza
  -  Campionat dels Emirats Àrabs Unit en contrarellotge – Yousif Mirza
  -  Campionat de Noruega en ruta – Vegard Stake Laengen
- 2019
  -  Campionat dels Emirats Àrabs Unit en ruta – Yousif Mirza
  -  Campionat dels Emirats Àrabs Unit en contrarellotge – Yousif Mirza
  -  Campionat d'Eslovènia en contrarellotge – Tadej Pogačar
- 2020
  -  Campionat d'Europa de ciclisme en pista (Persecució individual) – Ivo Oliveira
  -  Campionat d'Eslovènia en contrarellotge – Tadej Pogačar
  -  Campionat de Portugal en ruta – Rui Costa
  -  Campionat de Portugal en contrarellotge – Ivo Oliveira
  -  Campionat de Noruega en ruta – Sven Erik Bystrøm
- 2021
  -  Campionat d'Àfrica en ruta – Ryan Gibbons
  -  Campionat d'Àfrica en contrarellotge – Ryan Gibbons
  -  Campionat dels Emirats Àrabs Unit en ruta – Yousif Mirza
  -  Campionat dels Emirats Àrabs Unit en contrarellotge – Yousif Mirza
  -  Campionat de Sud-àfrica en contrarellotge – Ryan Gibbons
- 2022
  -  Campionat dels Emirats Àrabs Unit en ruta – Yousif Mirza
  -  Campionat dels Emirats Àrabs Unit en contrarellotge – Yousif Mirza
  -  Campionat de Portugal en ruta – João Almeida
  -  Campionat de Suïssa en contrarellotge – Joel Suter
- 2023
  -  Campionat d'Austràlia en contrarellotge – Jay Vine
  -  Campionat d'Eslovènia en ruta – Tadej Pogačar
  -  Campionat d'Eslovènia en contrarellotge – Tadej Pogačar
  -  Campionat dels Estats Units en contrarellotge – Brandon McNulty
  -  Campionat de Portugal en ruta – Ivo Oliveira
  -  Campionat de Suïssa en ruta – Marc Hirschi
- 2024
  -  Campionat del món de ciclisme en ruta – Tadej Pogačar
  -  Campionat d'Alemanya en contrarellotge – Nils Politt
  -  Campionat d'Àustria en contrarellotge – Felix Großschartner
  -  Campionat de Bèlgica en contrarellotge – Tim Wellens
  -  Campionat dels Estats Units en contrarellotge – Brandon McNulty
  -  Campionat de Portugal en contrarellotge – António Morgado
  -  Campionat d'Eslovènia en ruta – Domen Novak
- 2025
  -  Campionat d'Equador en ruta – Jhonatan Narváez

## Classificacions UCI

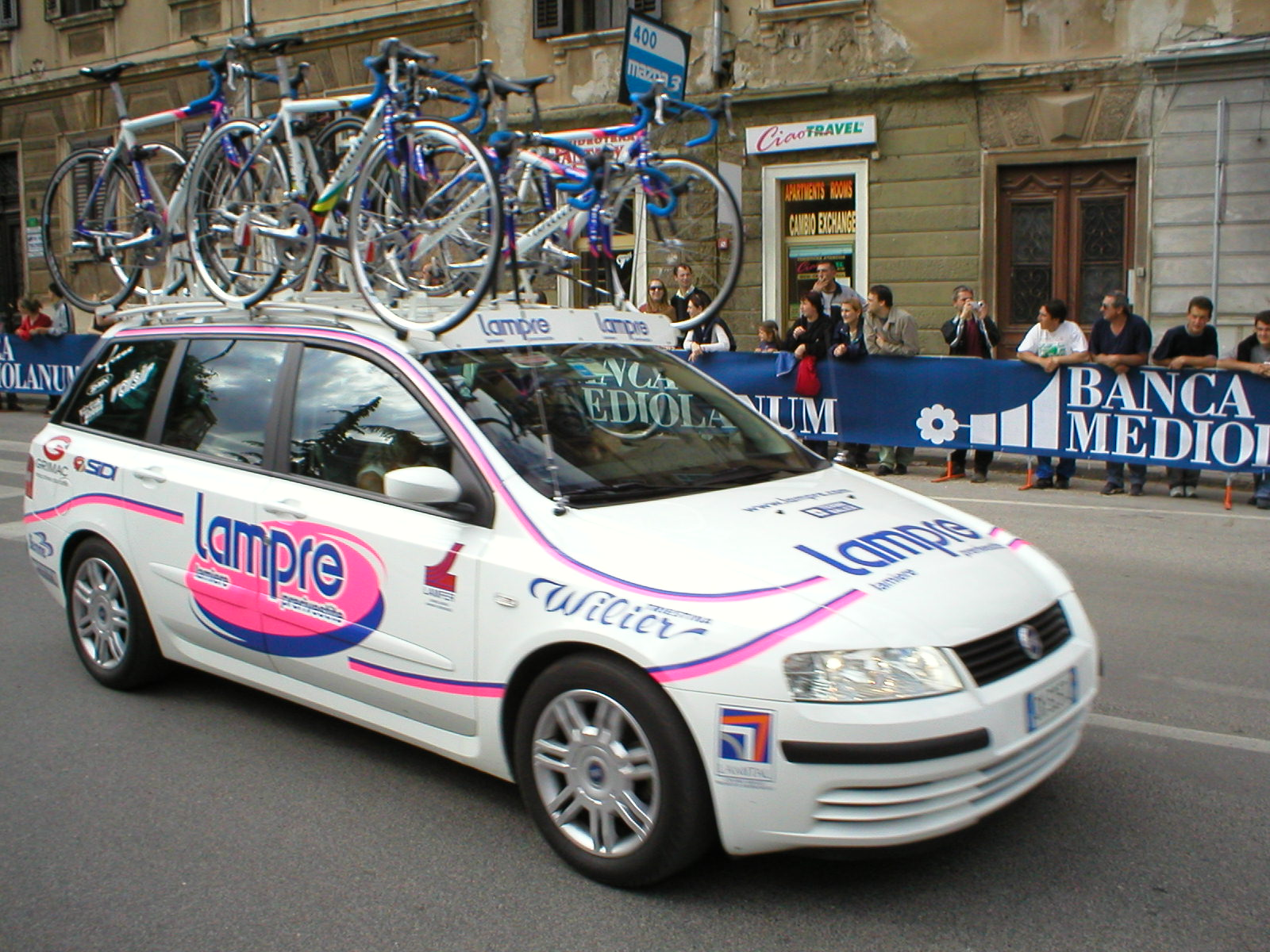
Un cotxe de l'equip Lampre al Giro d'Itàlia de 2004

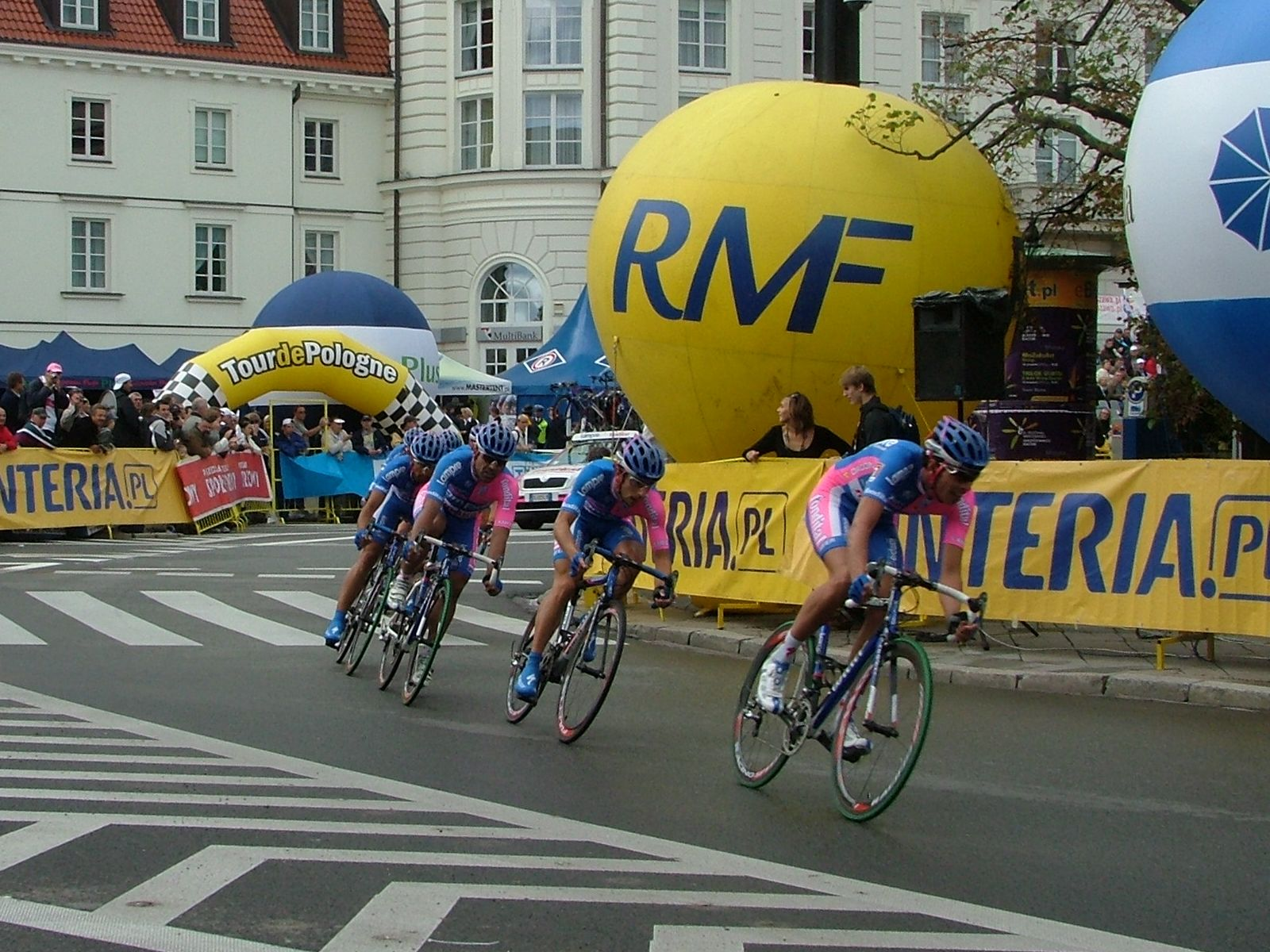
Equip Lampre a la Volta a Polònia 2007

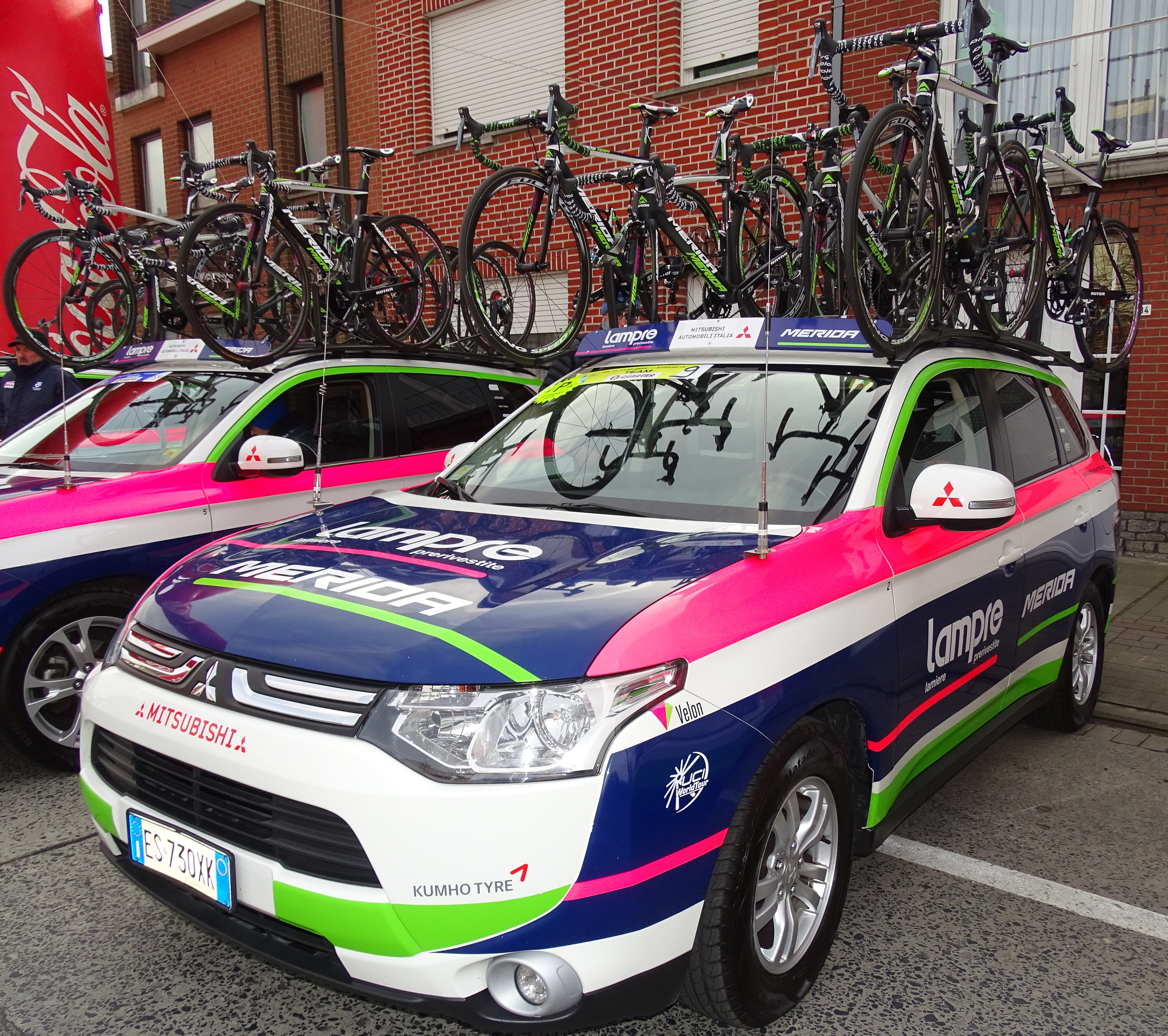
Vehicle de l'equip al 2015

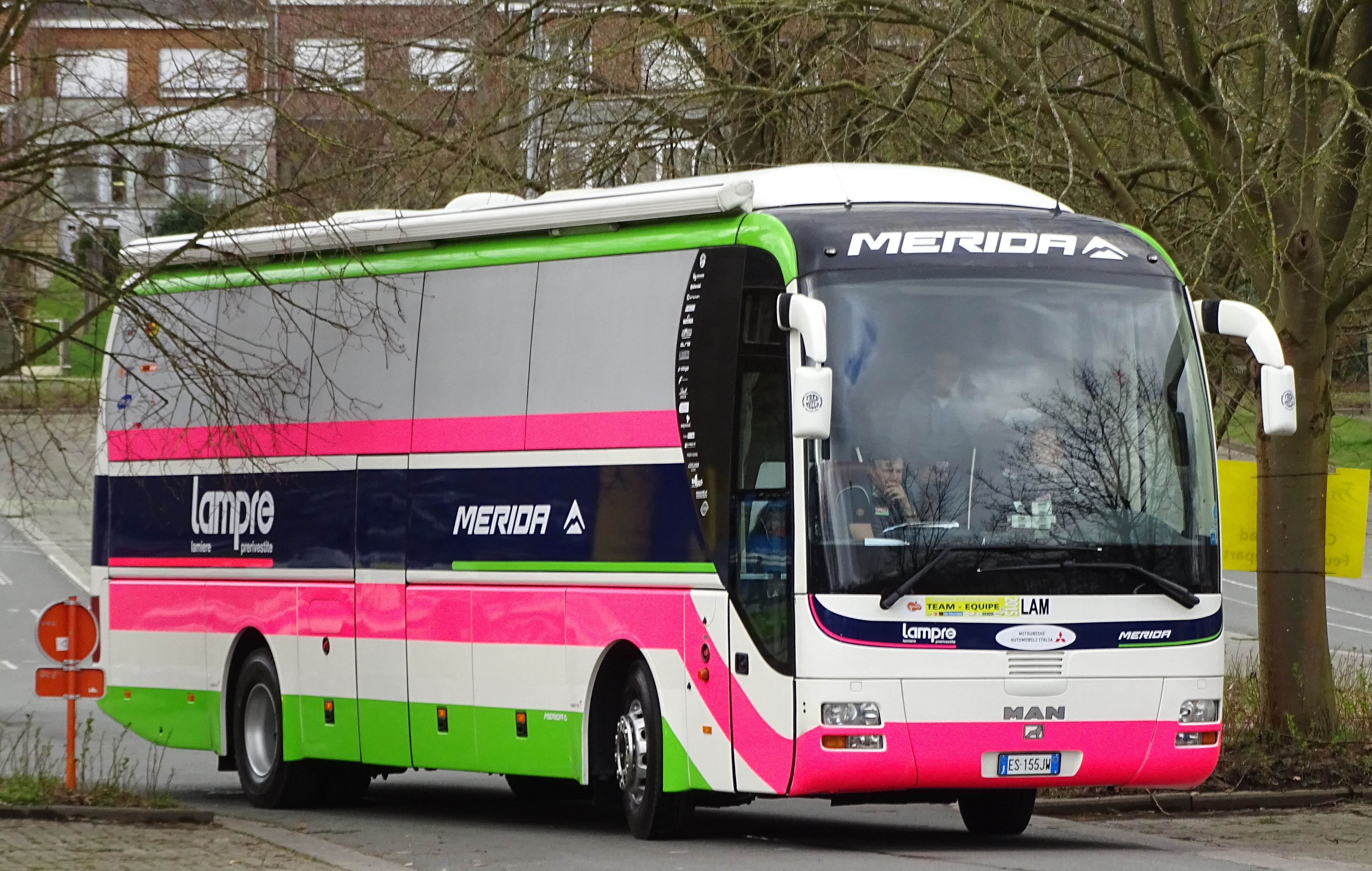
Autobús de l'equip al 2015

Entre 1999 i 2004 el Lampre forma part dels Grups Esportius I, la primera categoria d'equips ciclistes professionals. La següent classificació estableix la posició de l'equip en finalitzar la temporada.
| Temporada | Classificació per equips | Millor ciclista en la classificació individual |
| --------- | ------------------------ | ---------------------------------------------- |
| 1995      | 7è                       | Maurizio Fondriest (13è)                       |
| 1996      | 9è                       | Pàvel Tonkov (24è)                             |
| 1999      | 17è                      | Oskar Camenzind (13è)                          |
| 2000      | 4t                       | Gilberto Simoni (12è)                          |
| 2001      | 11è                      | Gilberto Simoni (5è)                           |
| 2002      | 18è                      | Raimondas Rumšas (40è)                         |
| 2003      | 18è                      | Francesco Casagrande (13è)                     |
| 2004      | 19è                      | Igor Astarloa (62è)                            |

Des del 2005 l'equip adquireix la categoria ProTour.
| Temporada | Classificació per equips | Millor ciclista en la classificació individual |
| --------- | ------------------------ | ---------------------------------------------- |
| 2005      | 16è                      | Gilberto Simoni (12è)                          |
| 2006      | 4t                       | Alessandro Ballan (6è)                         |
| 2007      | 10è                      | Damiano Cunego (7è)                            |
| 2008      | 17è                      | Damiano Cunego (2n)                            |

El 2009 la classificació del ProTour és substituïda per la Classificació mundial UCI.
| Temporada | Classificació per equips | Millor ciclista en la classificació individual |
| --------- | ------------------------ | ---------------------------------------------- |
| 2009      | 13è                      | Damiano Cunego (12è)                           |
| 2010      | 14è                      | Alessandro Petacchi (24è)                      |

El 2011 la Classificació mundial UCI passa a ser l'UCI World Tour.
| Temporada | Classificació per equips | Millor ciclista en la classificació individual |
| --------- | ------------------------ | ---------------------------------------------- |
| 2011      | 6è                       | Michele Scarponi (4t)                          |
| 2012      | 14è                      | Damiano Cunego (21è)                           |
| 2013      | 14è                      | Michele Scarponi (16è)                         |
| 2014      | 14è                      | Rui Costa (4t)                                 |
| 2015      | 12è                      | Rui Costa (9è)                                 |
| 2016      | 15è                      | Rui Costa (19è)                                |
| 2017      | 12è                      | Diego Ulissi (16è)                             |
| 2018      | 12è                      | Alexander Kristoff (27è)                       |

El 2016 la Classificació mundial UCI passa a tenir en compte totes les proves UCI. Durant tres temporades existeix paral·lelament amb la classificació UCI World Tour i els circuits continentals. A partir del 2019 substitueix definitivament la classificació UCI World Tour.
| Temporada | Classificació per equips | Millor ciclista en la classificació individual |
| --------- | ------------------------ | ---------------------------------------------- |
| 2016      | -                        | Diego Ulissi (9è)                              |
| 2017      | -                        | Diego Ulissi (15è)                             |
| 2018      | -                        | Alexander Kristoff (23è)                       |
| 2019      | 4t                       | Alexander Kristoff (8è)                        |
| 2020      | 3r                       | Tadej Pogačar (2n)                             |
| 2021      | 4t                       | Tadej Pogačar (1r)                             |
| 2022      | 2n                       | Tadej Pogačar (1r)                             |
| 2023      | 1r                       | Tadej Pogačar (1r)                             |
| 2024      | 1r                       | Tadej Pogačar (1r)                             |

## Composició de l'equip 2025
| Llista de l'equip 2025     | Llista de l'equip 2025 | Llista de l'equip 2025             | Llista de l'equip 2025 |
| Ciclista                   | Data de naixement      | Equip previ                        |                        |
| -------------------------- | ---------------------- | ---------------------------------- | ---------------------- |
| João Almeida               | 5 de agost de 1998     | Deceuninck-Quick Step (2021)       |                        |
| Igor Arrieta               | 8 de desembre de 2002  | Equipo Kern Pharma (2023)          |                        |
| Juan Ayuso Pesquera        | 16 de setembre de 2002 | Colpack-Ballan (2021)              |                        |
| Filippo Baroncini          | 26 de agost de 2000    | Lidl-Trek (2023)                   |                        |
| Mikkel Norsgaard Bjerg     | 3 de novembre de 1998  | Hagens Berman Axeon (2019)         |                        |
| Jan Christen               | 26 de juny de 2004     | Hagens Berman Axeon (2023)         |                        |
| Alessandro Covi            | 28 de setembre de 1998 | Colpack (2019)                     |                        |
| Isaac del Toro             | 27 de novembre de 2003 | A.R. Monex Pro Cycling Team (2023) |                        |
| Felix Großschartner        | 23 de desembre de 1993 | Bora-Hansgrohe (2022)              |                        |
| Rune Herregodts            | 27 de juliol de 1998   | Intermarché-Wanty (2024)           |                        |
| Vegard Stake Laengen       | 7 de febrer de 1989    | IAM Cycling (2016)                 |                        |
| Rafał Majka                | 12 de setembre de 1989 | Bora-Hansgrohe (2020)              |                        |
| Brandon McNulty            | 2 de abril de 1998     | Rally UHC Cycling (2019)           |                        |
| Sebastián Molano Benavides | 4 de novembre de 1994  | Manzana Postobón (2018)            |                        |
| António Morgado            | 28 de gener de 2004    | Hagens Berman Axeon (2023)         |                        |
| Jhonatan Narváez Prado     | 4 de març de 1997      | Ineos Grenadiers (2024)            |                        |
| Domen Novak                | 12 de juliol de 1995   | Bahrain Victorious (2022)          |                        |
| Ivo Oliveira               | 5 de setembre de 1996  | Hagens Berman Axeon (2018)         |                        |
| Rui Oliveira               | 5 de setembre de 1996  | Hagens Berman Axeon (2018)         |                        |
| Tadej Pogačar              | 21 de setembre de 1998 | Ljubljana Gusto Xaurum (2018)      |                        |
| Nils Politt                | 6 de març de 1994      | Bora-Hansgrohe (2023)              |                        |
| Pàvel Sivakov              | 11 de juliol de 1997   | Ineos Grenadiers (2023)            |                        |
| Marc Soler i Giménez       | 22 de novembre de 1993 | Movistar Team (2021)               |                        |
| Pablo Torres               | 10 de novembre de 2005 | UAE Team Emirates Gen Z (2024)     |                        |
| Florian Vermeersch         | 12 de març de 1999     | Lotto Dstny (2024)                 |                        |
| Jay Vine                   | 16 de novembre de 1995 | Alpecin-Deceuninck (2022)          |                        |
| Tim Wellens                | 10 de maig de 1991     | Lotto-Soudal (2022)                |                        |
| Adam Yates                 | 7 de agost de 1992     | Ineos Grenadiers (2022)            |                        |
| Julius Johansen            | 13 de setembre de 1999 | Sabgal-Anicolor (2024)             |                        |
|                            |                        |                                    |                        |
| Font: ProCyclingStats      |                        |                                    |                        |